# كلوديا غولدن
كلوديا غولدن (بالإنجليزية: Claudia Goldin)‏ هي اقتصادية أمريكية، ولدت في 14 مايو 1946 في نيويورك في الولايات المتحدة. فازت بجائزة نوبل التذكارية في العلوم الاقتصادية لسنة 2023 عن أبحاثها حول نتائج سوق عمل المرأة.